# Ghiacciaio Amphitheatre
Il ghiacciaio Amphitheatre è un piccolo ghiacciaio alpino lungo circa 3 km situato nella regione centro-occidentale della Dipendenza di Ross, nell'Antartide orientale. Il ghiacciaio, il cui punto più alto si trova a circa 1800 m s.l.m., si trova sulla costa di Scott, nel versante sud-orientale della dorsale Royal Society, dove fluisce verso nord, partendo da una depressione chiamata The Amphitheatre, sul lato settentrionale del monte Dromedary, fino ad arrivare nella valle Roaring.

## Storia
Il ghiacciaio Amphitheatre è stato così battezzato dai membri della spedizione di ricerca antartica svolta dalla società geografica neozelandese nel 1977-78, in associazione con la depressione The Amphitheatre, a sua volta così chiamata in virtù della sua forma, che ricorda un anfiteatro ("amphitheatre" in inglese).